# Kitu Gidwani
Kaushalya Gidwani, nota come Kitu Gidwani (Mumbai, 22 ottobre 1967), è un'attrice indiana.

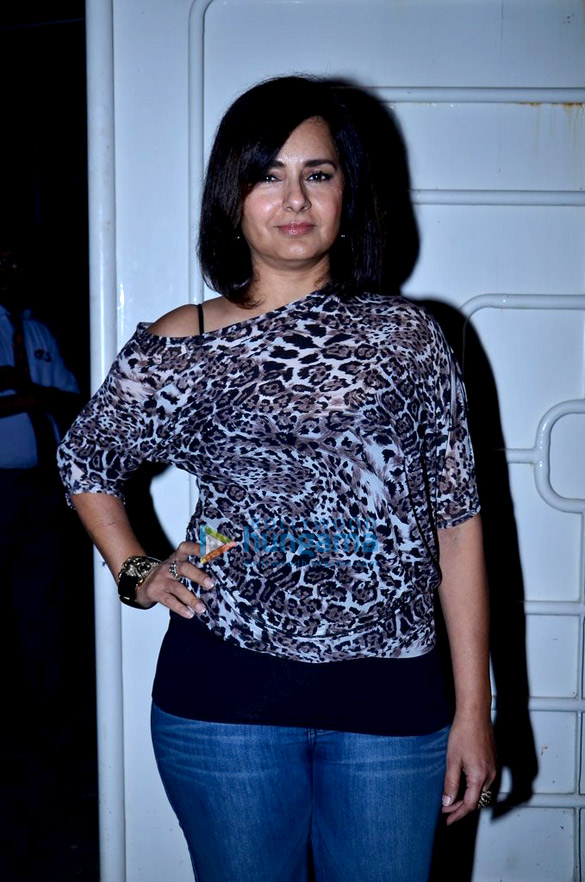
Kitu Gidwani

La sua carriera ha riguardato sia il mondo della televisione, della moda e del cinema.
In India è divenuta famosa grazie ad una popolare serie tv, Air Hostess.
La si ricorda nel film Earth di Deepa Mehta.
Ha inoltre recitato in varie pellicole di Bollywood, tra cui Dance of the Wind, nel 1997.
Ultimamente la si è vista nel successo internazionale Jaane Tu Ya Jaane Na.

## Filmografia parziale

### Cinema
- Dance of the Wind, regia di Rajan Khosa (1997)
- Earth, regia di Deepa Mehta (1998)
- Jaane Tu... Ya Jaane Na, regia di Abbas Tyrewala (2008)
- Fashion, regia di Madhur Bhandarkar (2008)

### Televisione
- Chhun Chhun Karti Aayee Chidiya, regia di Imtiaz Khan (1985)
- Janam, regia di Mahesh Bhatt (1988)